# Гафури, Вурия
Вурия Гафури (перс. وریا غفوری‎; род. 20 сентября 1987, Сенендедж) — иранский футболист, правый защитник клуба «Эстегляль» и сборной Ирана.

## Клубная карьера
Вурия Гафури — воспитанник столичного клуба ПАС. В 2007 году перешёл в клуб ПАС из города Хамадан. Провёл за этот клуб 81 игру и забил 5 мячей.
В 2010 году перешёл в клуб «Шахрдари» (Тебриз). 29 апреля 2010 года дебютировал за новую команду в матче против своего бывшего клуба ПАС. 28 ноября 2010 года забил первый гол в матче против клуба «Стил Азин».
В 2012 году перешёл в клуб «Нафт Тегеран». 19 июля 2012 года дебютировал за новый клуб в матче против клуба «Рах Ахан». 19 октября 2013 года за одну минуту до окончания игры забил свой первый гол за «Нафт Тегеран» в матче против клуба «Эстегляль». По окончании этой игры был признан лучшим игроком матча.
В 2014 году перешёл в клуб «Сепахан», подписав двухлетний контракт. 1 августа 2014 года дебютировал за новый клуб в матче против клуба «Пайкан», в этом же матче Гафури забил первый гол за клуб.

## Международная карьера
18 ноября 2014 года дебютировал за сборную Ирана в товарищеском матче против сборной Южной Кореи.

## Достижения
«Сепахан»
- Чемпион Ирана: 2014/15

«Эстегляль»
- Обладатель Кубка Хазфи: 2017/18

## Статистика
| Сезон           | Клуб              | Дивизион        | Лига  | Лига | Кубок | Кубок | Континентальные | Континентальные | Всего | Всего |
| Сезон           | Клуб              | Дивизион        | Матчи | Голы | Матчи | Голы  | Матчи           | Голы            | Матчи | Голы  |
| --------------- | ----------------- | --------------- | ----- | ---- | ----- | ----- | --------------- | --------------- | ----- | ----- |
| 2007/08         | ПАС (Хамадан)     | Про-лига        | 30    | 2    | 0     | 0     | 0               | 0               | 30    | 2     |
| 2008/09         | ПАС (Хамадан)     | Про-лига        | 23    | 2    | 0     | 0     | 0               | 0               | 23    | 2     |
| 2009/10         | ПАС (Хамадан)     | Про-лига        | 28    | 1    | 0     | 0     | 0               | 0               | 28    | 1     |
| 2010/11         | Шахрдари (Тебриз) | Про-лига        | 20    | 1    | 1     | 1     | 0               | 0               | 21    | 2     |
| 2011/12         | Шахрдари (Тебриз) | Про-лига        | 30    | 2    | 1     | 0     | 0               | 0               | 31    | 2     |
| 2012/13         | Нафт Тегеран      | Про-лига        | 32    | 0    | 0     | 0     | 0               | 0               | 32    | 0     |
| 2013/14         | Нафт Тегеран      | Про-лига        | 30    | 3    | 1     | 0     | 0               | 0               | 31    | 3     |
| 2014/15         | Сепахан           | Про-лига        | 27    | 2    | 0     | 0     | 0               | 0               | 27    | 2     |
| 2015/16         | Сепахан           | Про-лига        | 7     | 0    | 0     | 0     | 0               | 0               | 7     | 0     |
| Всего в карьере | Всего в карьере   | Всего в карьере | 227   | 13   | 3     | 1     | 0               | 0               | 230   | 14    |